# بلال بن حسین
بلال بن حسین (انگلیسی: Bilel Ben Hassine؛ زادهٔ ۲۲ ژوئن ۱۹۸۳) بازیکن والیبال اهل تونس است.